# José Pelletier
José Pelletier (Artaix, 30 augustus 1888 – aldaar, 14 februari 1970) was een Frans wielrenner.

## Overwinningen
| 1919 - 3e etappe Ronde van Tarragona - 4e etappe Ronde van Tarragona - Eindklassement Ronde van Tarragona - Circuit de Finisterre - Dijon-Lyon 1920 - 1e etappe Ronde van Catalonië - 2e etappe Ronde van Catalonië - 3e etappe Ronde van Catalonië - Eindklassement Ronde van Catalonië - Eindklassement San Sebastián-Madrid - GP Aurore | 1921 - Marseille-Lyon 1922 - Marseille-Lyon 1923 - Paris-Bourganeuf - Paris-Chauny - Circuit de Forez - 3e etappe Ronde van Catalonië 1924 - Circuit de les Muntanyes de Roanne 1926 - 4e etappe Tour du Sud-Est - Eindklassement Tour du Sud-Est |

## Resultaten in voornaamste wedstrijden
| Jaar | Ronde van Italië | Ronde van Frankrijk | Ronde van Spanje |
| ---- | ---------------- | ------------------- | ---------------- |
| 1920 |                  | 12e                 |                  |
| 1921 |                  | opgave              |                  |
| 1922 |                  | 15e                 |                  |
| 1927 |                  | 20e                 |                  |

- Bibliothèque nationale de France: cb149769599 (data)
- International Standard Name Identifier: 0000 0004 5019 013X
- Virtual International Authority File: 316443411